# Мала Бердичівська вулиця
Вулиця Мала Бердичівська — вулиця у Корольовському районі Житомира, в історичному центрі міста.
Напрямковий топонім, колишня дорога до міста Бердичів, від якого й походить назва. Одна з найстаріших вулиць Житомира.

## Історія
Сформована в другій половині XVIII століття як дорога в напрямку Бердичева, від чого мала назву «Бердичівська вулиця». Згодом, втративши статус головної бердичівської дороги, стала називатись Малою Бердичівською. Потім вулиця мала назви Орловська, Квітки-Основ'яненка, була також Юнацьким провулком та, за радянських часів, Комсомольською.
На вулиці зберігся будинок початку ХІХ століття, в якому народився Ярослав Домбровський — 1987 року там встановлено бронзовий барельєф.
Рішенням сесії Житомирської міської ради від 28 березня 2008 року № 583 «Про затвердження назв топонімічних об'єктів у місті Житомирі» затверджено назву вулиця Мала Бердичівська.

## Транспорт
Від 1899 до 1977 року на вулиці розміщувалося трамвайне депо, здійснювався рух трамваїв.
З 1974 року, на відрізку вулиці від Театральної до Леха Качинського, курсують тролейбуси.